# 格里尼亚斯科
格里尼亚斯科（義大利語：Grignasco），是意大利诺瓦拉省的一个市镇。总面积14平方公里，人口4795人，人口密度342.5人/平方公里（2009年）。ISTAT代码为003079。

## 友好城市
- 法國蓬圣马克桑斯